# آشاغی‌بالجی‌لار (بتلیس)
آشاغی‌بالجی‌لار (به ترکی استانبولی: Aşağıbalcılar) یک منطقهٔ مسکونی در ترکیه است که در بیتلیس واقع شده‌است.